# Mikołaj Boglewski
Mikołaj Boglewski herbu Jelita – sędzia ziemski czerski w 1624 roku.
Był elektorem Władysława IV Wazy z ziemi czerskiej w 1632 roku. 